# Miłoszewo
Miłoszewo is een plaats in het Poolse district  Wejherowski, woiwodschap Pommeren. De plaats maakt deel uit van de gemeente Linia en telt 500 inwoners.